# Ziębice (gmina)
Ziębice – gmina miejsko-wiejska w województwie dolnośląskim, w powiecie ząbkowickim. W latach 1975–1998 gmina położona była w województwie wałbrzyskim.
Siedziba gminy to Ziębice.
Według danych z 30 czerwca 2004 gminę zamieszkiwały 18 444 osoby. Natomiast według danych z 31 grudnia 2019 roku gminę zamieszkiwało 16 949 osób.
Według danych z 30 czerwca 2020 roku gminę zamieszkiwały 16 853 osoby.

## Położenie i struktura gminy
Gmina Ziębice położona jest w południowo-wschodniej części województwa dolnośląskiego, na Przedgórzu Sudeckim. Centrum gminy zajmuje Wysoczyzna Ziębicka (250–300 m n.p.m.), falista równina, którą przecina dolina Oławy. W północnej części gminy znajduje się obszar chronionego krajobrazu, obejmujący fragment Wzgórz Niemczańsko-Strzelińskich. Gmina Ziębice jest osiemnastą co do wielkości jednostką administracyjną województwa i zajmuje powierzchnię 222,4 km² (ok. 1% powierzchni województwa dolnośląskiego). Powierzchnia obszarów wiejskich wynosi 207,3 km², tj. 93% ogólnej powierzchni gminy. Klimat lokalny jest zróżnicowany (solarny, wilgotny). Obszar miasta to 15 km². W gminie udział użytków rolnych wynosi 79,3%, lasów 11,5%.
Sołectwa: Biernacice, Bożnowice, Brukalice, Czerńczyce, Dębowiec, Głęboka, Henryków, Jasienica, Kalinowice Dolne, Kalinowice Górne, Krzelków, Lipa, Lubnów, Niedźwiednik, Niedźwiedź, Nowina, Nowy Dwór, Osina Mała, Osina Wielka, Pomianów Dolny, Raczyce, Rososznica, Skalice, Służejów, Starczówek, Wadochowice, Wigańcice, Witostowice oraz miasto Ziębice.
Miejscowość bez statusu sołectwa: Jasłówek, Służejówek, Zakrzów.

## Struktura powierzchni
Według danych z roku 2002 gmina Ziębice ma obszar 222,24 km², w tym:
- użytki rolne: 78%
- użytki leśne: 12%

Gmina stanowi 27,72% powierzchni powiatu.

## Demografia

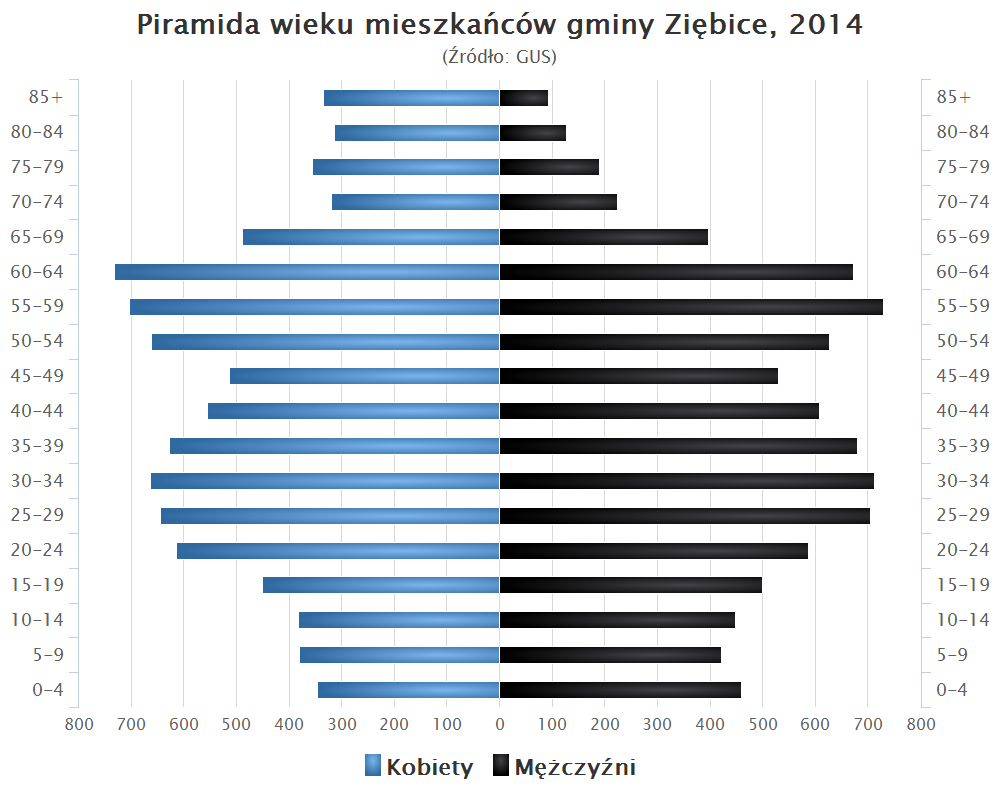
Piramida wieku mieszkańców gminy Ziębice w 2014 roku

Dane z 30 czerwca 2004:
| Opis                              | Ogółem | Ogółem | Kobiety | Kobiety | Mężczyźni | Mężczyźni |
| --------------------------------- | ------ | ------ | ------- | ------- | --------- | --------- |
| Jednostka                         | osób   | %      | osób    | %       | osób      | %         |
| Populacja                         | 18 444 | 100    | 9425    | 51,1    | 9019      | 48,9      |
| Gęstość zaludnienia [mieszk./km²] | 83     | 83     | 42,4    | 42,4    | 40,6      | 40,6      |

## Sąsiednie gminy
Ciepłowody, Kamieniec Ząbkowicki, Kamiennik, Otmuchów, Paczków, Przeworno, Strzelin, Ząbkowice Śląskie